# Iveta Apkalna
Iveta Apkalna (Rēzekne, 30 november 1976) is een Letse pianiste en organiste.

## Biografie
Iveta Apkalna studeerde piano en orgel aan de Jāzeps Vītols Letse Academie voor Muziek in Riga en voltooide haar opleiding op beide instrumenten met een eervolle vermelding in 1999. In 1993, nog tijdens haar opleiding, zorgde ze voor de orgelbegeleiding bij de kerkdienst tijdens het bezoek van Paus Johannes Paulus II aan de basiliek van Aglona in Oost-Letland. In de jaren 1999-2000 deed ze een vervolgopleiding piano aan de Guildhall School of Music and Drama in Londen. Tussen 2000 en 2003 studeerde ze orgel bij Ludger Lohmann aan de Staatliche Hochschule für Musik und Darstellende Kunst Stuttgart.
Sindsdien geeft ze op vele plaatsen in de wereld orgelconcerten, soms samen met een orkest, zoals de Berliner Philharmoniker, het WDR Sinfonieorchester of het Sinfonieorchester des Bayerischen Rundfunks. Ze heeft ook in Nederland opgetreden. In Letland zelf bespeelt ze geregeld het orgel in de Dom van Riga.
Haar repertoire loopt van de orgelwerken van Johann Sebastian Bach via componisten uit de Romantiek tot aan hedendaagse componisten als Philip Glass en Pēteris Vasks. 

## Prijzen
- 1997: Derde prijs bij de internationale orgelwedstrijd in Lahti, Finland.
- 1998: Eerste prijs bij de North London Piano School Competition.
- 1999: Derde prijs bij de Internationale M.K. Čiurlionis Competitie voor organisten in Vilnius, Litouwen.
- 2002: Winnaar van de Europese selectieronde van de Royal Bank Calgary International Organ Competition in Londen.
- 2002: J.S.Bach Prijs bij de Royal Bank Calgary International Organ Competition in Canada.
- 2003: Winnaar van de Derde Mikael Tariverdiev Orgelcompetitie in Kaliningrad.
- 2003, 2017: Grote Muziekprijs van Letland.[2][3]
- 2005: ‘ECHO-Klassik’-prijs in de categorie ‘Instrumentalist van het Jaar’ voor de cd Himmel & Hölle (Duitsland).[4]

## Discografie
- 2003: Iveta Apkalna Live (Hera 02114)
- 2004: Touch down in Riga (Querstand VKJK 0404)
- 2004: Himmel & Holle (Hera 2117)
- 2006: Prima Volta (Ifo ORG72192)
- 2007: Noema (Sony 88697 07509 2): klezmermuziek met David Orlowsky (klarinet), Florian Dohrmann (contrabas), Jens-Uwe Popp (gitaar), Avi Avital (mandoline) en Per Arne Glorvigen (bandoneon)
- 2008: Trumpet and Organ (Phoenix 143) met Reinhold Friedrich (trompet)
- 2009:  Die neue Orgel der Philharmonie Mercatorhalle Duisburg (Acousence ACOCD 21410, cd en dvd) met Thomas Trotter (orgel) en de Duisburger Philharmoniker
- 2011: L'Amour et la Mort (Oehms OC678)
- 2012: Walter Braunfels: Konzert für Orgel, Knabenchor & Orchester op. 38 und andere Welt-Ersteinspielungen  (Oehms OC 411) met Hansjörg Albrecht (orgel), het Tölzer Knabenchor en de Münchner Symphoniker
- 2012: Leoš Janáček (1854-1928): Missa Glagolytica (Pentatone PTC5186 388)
- 2013: Mariss Jansons conducts Brahms and Janacek (Arthaus 108080)
- 2015: Iveta Apkalna - Bach & Glass (Oehms OC 1827)